# 성주 죽백고택
성주 죽백고택(星州 竹栢古宅)은 대한민국 경상북도 성주군 수륜면 수륜리에 있는 고택이다. 2012년 12월 13일 경상북도의 문화재자료 제602호로 지정되었다.

## 문화재 지정사유
성주 죽백고택의 명칭에 나오는 죽백(竹栢)의 의미는, 박가권(朴可權)이 낙향하여 주위에 대나무와 잣나무 등을 많이 심어 터전을 닦았다 하여 후세사람들이 죽백선생(竹栢先生)이라 불렀다고 한다.
이 건물은 역사적인 측면에서만 보면 특별한 역사성을 부여하기는 어렵지만, 륜동에 600여간 세거해온 순천박씨 판윤공파의 종택이라는 상징적인 의미는 있다고 판단된다. 따라서, 기념물 성격을 가진 문화재자료로 지정한다.

## 참고 자료
- 성주 죽백고택 - 국가유산청 국가유산포털